# Place des Émeutes-de-Stonewall
La place des Émeutes-de-Stonewall est une voie du 4e arrondissement de Paris, en France.

## Situation et accès
La place des Émeutes-de-Stonewall est une voie publique située dans le 4e arrondissement de Paris. Elle débute au 7, square Sainte-Croix-de-la-Bretonnerie et se termine en impasse.
Pendant les heures d'ouverture du grand magasin BHV, un passage privé dans le prolongement de la place permet d'accéder à la rue de la Verrerie et à la place Harvey-Milk.
La place est desservie par les lignes 1 et 11 à la station Hôtel de Ville.

## Origine du nom

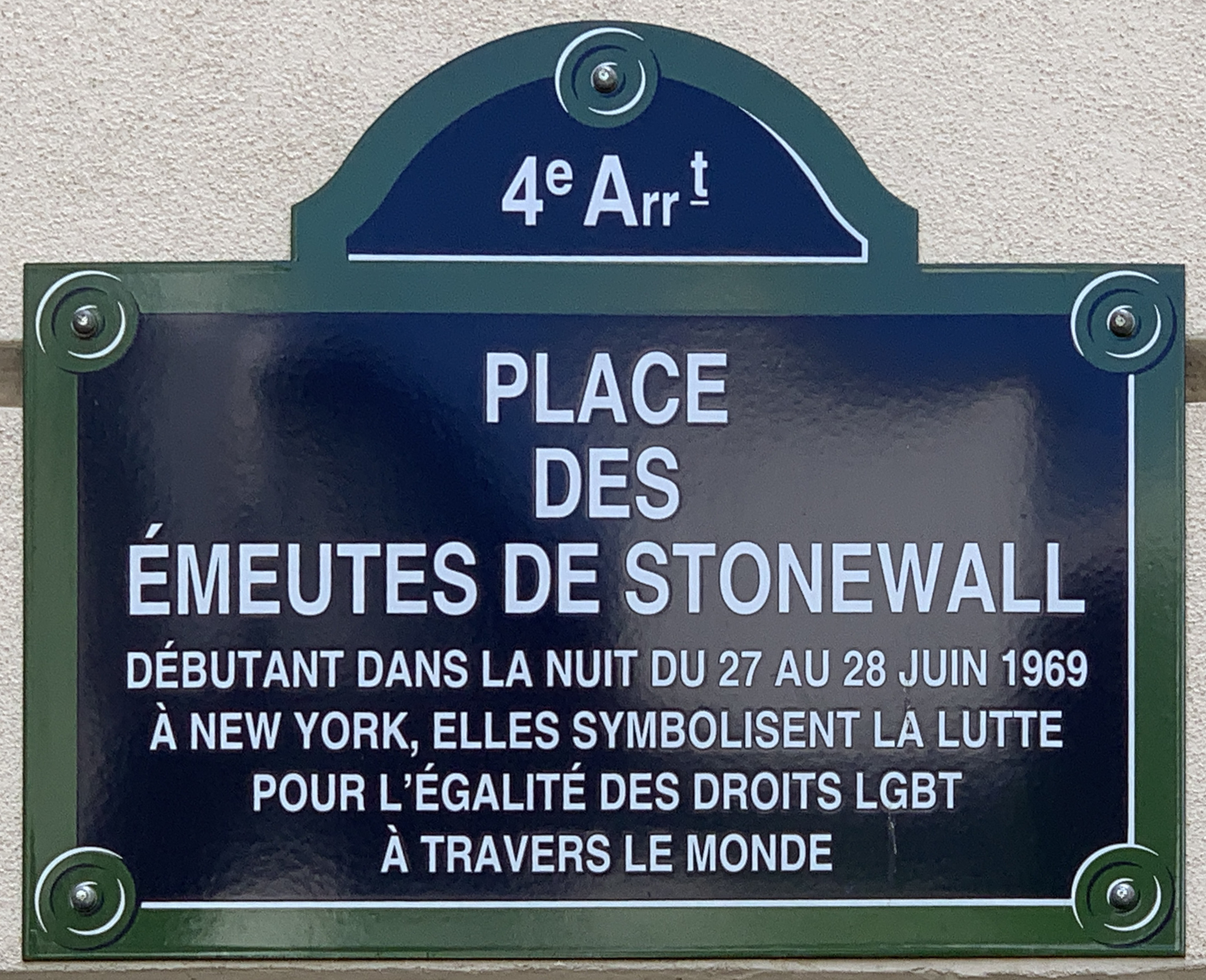
Plaque de la place.

Elle porte ce nom en hommage aux émeutes de Stonewall, une série de manifestations spontanées et violentes contre un raid de la police qui a eu lieu dans la nuit du 28 juin 1969 à New York, au Stonewall Inn (dans le quartier de Greenwich Village).

## Historique
Le 19 juin 2019 la partie de la voie commençant au no 7 du square Sainte-Croix-de-la-Bretonnerie et se terminant en impasse est renommée « place des Émeutes-de-Stonewall »,,,,.

## Bâtiments remarquables et lieux de mémoire
- Elle est le lieu du mémorial officiel en hommage à Gilbert Baker.
- Un camion de prévention contre le VIH stationne régulièrement sur cette place.
- La terrasse et l'entrée principale du grand magasin italien Eataly est situé sur la nouvelle place.

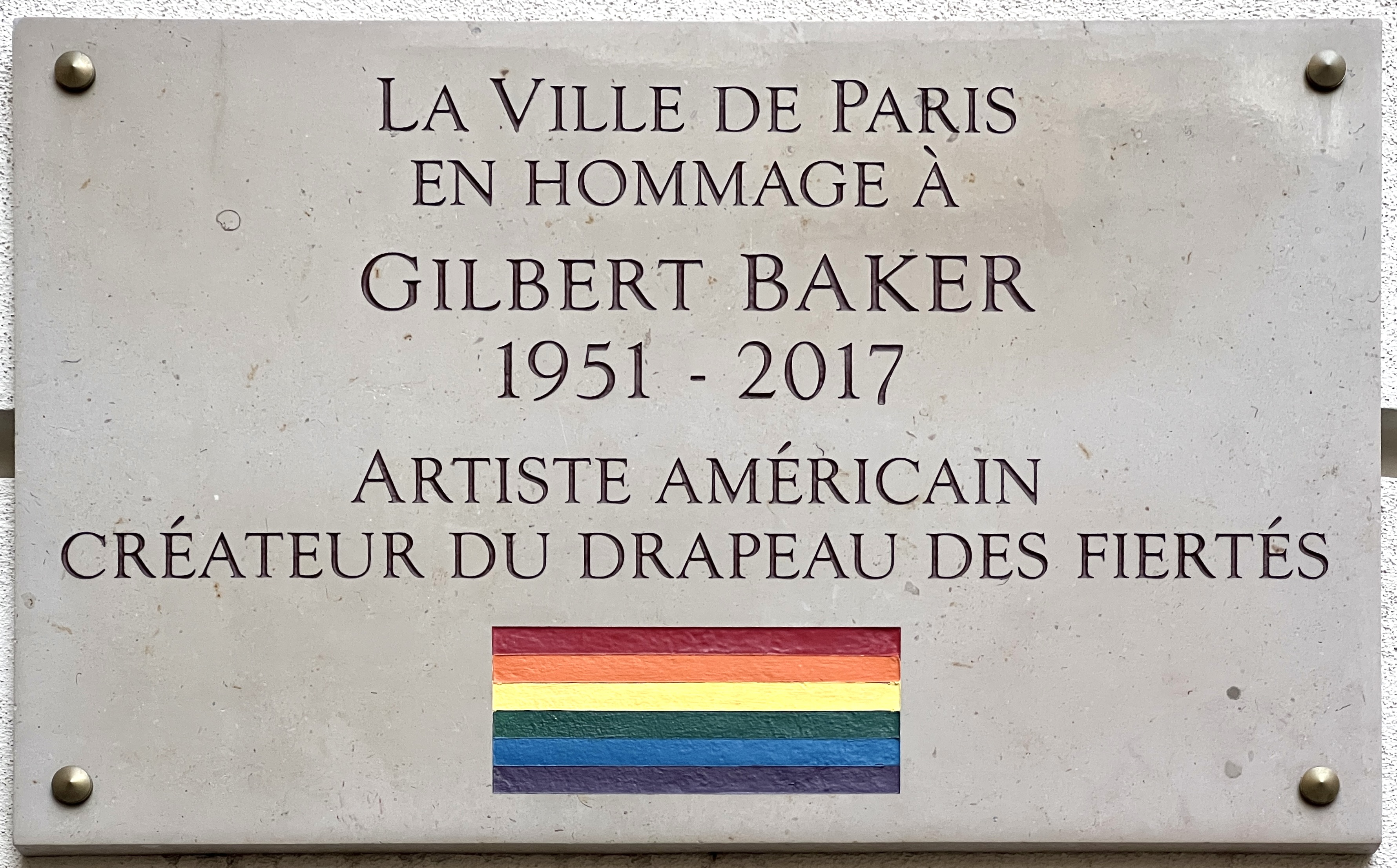
Mémorial officiel en hommage à Gilbert Baker.